# Svevi del Banato

Distribuzione delle comunità germanofone nel Banato e in Transilvania

Gli svevi del Banato (in tedesco Banater Schwaben) costituiscono un gruppo di etnia tedesca e un sottogruppo degli svevi del Danubio, originario del Banato e costituitosi nel XVIII secolo; gli antenati degli svevi del Banato traggono le loro origini in gran parte dalle regioni meridionali della Germania e dall'Austria. Essi rappresentarono un'importante componente della popolazione della regione. In seguito alla seconda guerra mondiale la maggior parte degli svevi del Banato è emigrata verso la Germania.